# Заречье (Семёновский район)
Заречье (укр. Заріччя) — село в Семёновском районе Черниговской области Украины. Население 211 человек. Занимает площадь 0,6 км².
Код КОАТУУ: 7424786503. Почтовый индекс: 15410. Телефонный код: +380 4659.

## Власть
Орган местного самоуправления — Тимоновичский сельский совет. Почтовый адрес: 15410, Черниговская обл., Семёновский р-н, с. Тимоновичи, ул. Победы, 1.